# Pharmazeutischer Hilfsstoff
Ein pharmazeutischer Hilfsstoff, auch Arzneiträgerstoff genannt, ist ein Stoff, der neben dem Arzneistoff in der Herstellung von Arzneimitteln verwendet wird. Hilfsstoffe sind optimalerweise pharmakologisch und toxikologisch inert, sie haben folgende Funktionen:
- Formgebung: Hilfsstoffe tragen den Arzneistoff und geben dem Arzneimittel seine Form
- Herstellbarkeit: Hilfsstoffe ermöglichen oder verbessern bestimmte Fertigungsschritte in der Arzneimittelherstellung
- Steuerung der Wirkstofffreigabe: Hilfsstoffe steuern gezielt die Freigabe von Wirkstoffen oder transportieren sie gezielt an ihren Wirkort
- Stabilitätsverbesserung: Hilfsstoffe gewährleisten die ausreichende Haltbarkeit eines Arzneimittels

Auch Arzneimitteleigenschaften wie Farbe, Geruch, Geschmack und physiologische Verträglichkeit können durch pharmazeutische Hilfsstoffe eingestellt werden. Speziell in der Impfstoffherstellung werden sogenannte Adjuvanzien als Wirkverstärker eingesetzt.
Zusätzlich können Hilfsstoffe, wie im Fall von wirkstofffreien, dermatologischen Grundlagen durch physikalische Effekte eine Heilwirkung erzielen. Diese Zubereitungen werden dann als Medizinprodukt bezeichnet.

## Eigenschaften
Pharmazeutische Hilfsstoffe müssen von gleichbleibender und angemessen reiner Qualität sein. Viele sind, wie auch Arzneistoffe, im Arzneibuch charakterisiert und spezifiziert. Sie sollten physiologisch gut verträglich und abgesehen von ihrer beabsichtigten Funktion möglichst inert sein. Ausnahmen sind hier Hilfsstoffe, die als Grundlagen oder Grundstoffe bezeichnet werden. Sie verleihen der Zubereitung charakteristische Eigenschaften. Hierzu gehören zum Beispiel Vaseline, welche häufig als Salbengrundlage verwendet wird oder Hartfett, welches häufig zur Herstellung von Suppositorien verwendet wird. Manche Hilfsstoffe werden nur für die Durchführung bestimmter Herstellungsschritte benötigt und anschließend entzogen (zum Beispiel Wasser, organische Lösemittel). In allen EU-Ländern gilt für Fertigarzneimittel, dass die enthaltenen pharmazeutischen Hilfsstoffe in der Fachinformation und Packungsbeilage deklariert werden müssen.
| Beispiele für pharmazeutische Hilfsstoffe nach Funktion und Verwendung | Beispiele für pharmazeutische Hilfsstoffe nach Funktion und Verwendung | Beispiele für pharmazeutische Hilfsstoffe nach Funktion und Verwendung |
| ---------------------------------------------------------------------- | --- | ---------------------------------------------------------------------- |
| Funktion                                                               | Stoffbeispiel(e), Verwendung in Produkt oder Prozess |                                                                        |
| Füllstoff, Grundlage                                                   | Lactose, Cellulose, Stärken, Saccharose (Tabletten); Paraffin (Salben); Hartfett (Zäpfchen); Polyethylenglykole (Macrogole, PEG), Polyethylenoxide (PEO) (Tabletten, Salben, Cremes) |                                                                        |
| Lösungsmittel, Befeuchtungsmittel                                      | Wasser, Ethanol, Isopropanol (Granulierung, Filmsprühung) |                                                                        |
| Emulgatoren                                                            | Cetylstearylalkohol, Glycerolmonostearat, Lecithin, Fettsäureester des Sorbitans, des Polyoxyethylensorbitans (Polysorbate), des Polyoxyethylens, Polyoxyethylenfettalkoholether (Emulsionen, Cremes) |                                                                        |
| Lösungsvermittler, Netzmittel                                          | Polyethylenglykole (PEG, Macrogole), Polyethylenoxide (PEO, PolyOx), Polysorbate (Lösungen, Suspensionen) |                                                                        |
| Puffer                                                                 | Natriumdihydrogenphosphat, Natriumhydrogencarbonat, Calciumhydrogenphosphat, Trometamol (Lösungen, Cremes) |                                                                        |
| Verdickungs- und Bindemittel                                           | Stärken, Guaran, Xanthan, Alginat, Carrageen, Pektin, Traganth, Polyacrylsäuren, Polyvinylpyrrolidon (Granulate, Tabletten); hochdisperses Siliciumdioxid, substituierte Celluloseether (Methylcellulose, Ethylcellulose, Hydroxypropylcellulose, Hydroxypropylmethylcellulose, Carboxymethylcellulose) (Tabletten, Gele, viskose Lösungen) |                                                                        |
| Umhüllungsmittel                                                       | Saccharose (Zuckerdragierung); Gelatine (Kapseln); Gelatinepolysuccinat („Weichkapseln“), Polyacrylate, Ethylcellulose, Methylcellulose (Filmcoating: Filmkapseln, Filmtabletten, Pellets) |                                                                        |
| Zerfallsbeschleuniger, Sprengmittel                                    | Stärken (Tabletten, Tabs); Croscarmellose (Tabletten, Kapseln, Granulate); Natriumhydrogencarbonat in Kombination mit Citronensäure (Brausetabletten) |                                                                        |
| Gleit- und Schmiermittel, Formentrennmittel                            | Polyethylenglykole (PEG, Macrogole), Polyethylenoxide (PEO), Talkum, Magnesiumstearat (Tablettierung) |                                                                        |
| Fließregulierungsmittel                                                | Hochdisperses Siliciumdioxid (Pulver, Granulate, Tabletten) |                                                                        |
| Antioxidantien                                                         | Butylhydroxytoluol, all-rac-α-Tocopherol |                                                                        |
| Konservierungsstoffe                                                   | PHB-Ester (Parabene), Benzalkoniumchlorid, Benzylalkohol, Thiomersal |                                                                        |
| Süßungsmittel, Geschmackkorrigientien                                  | Saccharose, Sorbit, Süßstoffe wie etwa Saccharin-Natrium und Cyclamat; Aromen |                                                                        |
| Resorptionsbeschleuniger                                               | Dimethylsulfoxid (in topischen Zubereitungen), Salcaprozoat-Natrium und Natriumcaprat (in oralen Zubereitungen) |                                                                        |

## Orale Darreichungsformen

### Kapseln
Für die Herstellung von Kapseln werden verschiedene Hilfsstoffe benötigt. Man unterscheidet Kapseln unter anderem in Hart- und Weichkapseln.

#### Kapselhülle
In den meisten Fällen besteht die Hülle von Kapseln aus Gelatine, da sie für den menschlichen Körper gut verträglich ist. Es können aber auch andere Hilfsstoffe wie z. B. Hydroxypropylmethylcellulose (Hartkapseln) oder mikrokristalline Cellulose (Weichkapseln) für die Herstellung der Kapselhülle verwendet werden. Hart- und Weichkapseln unterscheiden sich hauptsächlich in ihrer Zusammensetzung. Die Gelatinehülle von Hartkapseln besteht aus ca. 85 % Gelatine, 14 % Wasser und 1 % Farbstoff. Die Hülle kann aber auch aus 94 % HPMC, 5 % Wasser und 1 % Farbstoff hergestellt werden. Bei Weichkapseln wird der Masse zusätzlich ein Weichmacher hinzugefügt. Eine mögliche Zusammensetzung wäre hier 67 % Gelatine, 25 % Weichmacher, 7 % Wasser und 1 % Farbstoff.
| Kapselhülle                  |                                                     |
| ---------------------------- | --------------------------------------------------- |
| Filmbildner                  | Gelatine, HPMC, Stärke, Carrageen, PVA-Copolymere   |
| Weichmacher                  | Glycerol, Sorbitol                                  |
| Oberflächenaktive Substanzen | Natriumlaurylsulfat                                 |
| Pigmente                     | Titandioxide, Eisenoxide                            |
| Farbstoffe                   | Natürliche Farbstoffe, Azo- und Xanthenverbindungen |
| Konservierungsmittel         | p-Hydroxybenzoesäureester                           |
| Geschmackskorrigenzien       | Ethylvanillin                                       |

#### Kapselfüllgut
Auch hier unterscheiden sich Hart- und Weichkapseln. Hartkapseln können in der Regel nur mit trockenen, nicht hygroskopischen Substanzen befüllt werden. Hier verwendet man vorzugsweise eine Pulvermischung aus Mannitol (95,5 %) und pyrogener Kieselsäure (0,5 %). Bei Weichkapseln arbeitet man als Füllmittel gerne mit Polyethylenglykolen und fetten Ölen.
| Kapselinhalt          |                                            |
| --------------------- | ------------------------------------------ |
| Gleitmittel           | Natriumlaurylsulfat                        |
| Zerfallsbeschleuniger | Stärkederivate, Mikrokristalline Cellulose |
| Fließregulierer       | Aerosil                                    |

### Tabletten
Die Bandbreite an Hilfsstoffen, die zur Tablettierung benötigt wird, ist groß. Eine strenge Klassifizierung in Gruppen ist hier nicht ohne weiteres möglich, da einzelne Substanzen hier mehrere Funktionen tragen können. Ob und welche Hilfsstoffe im Einzelfall verwendet werden, muss zuerst eingehend geprüft werden. Die Tablettiergrundlage wird in eine innere und eine äußere Phase unterteilt. Die innere Phase setzt sich aus dem/den Wirkstoff/en zusammen und Hilfsstoffen, wie Bindemittel, Zerfallsregulierer und Füllstoffen. Die äußere Phase setzt sich aus Fließregulierungsmitteln, Schmiermitteln und (Form-)Trennmitteln zusammen.

#### Hilfsstoffe der inneren Phase

##### Bindemittel
Bindemittel sind maßgeblich für die Festigkeit einer Tablette. Sie sorgen für den Zusammenhalt der Pulverpartikel z. B. in einem Granulatkorn. Je fester eine Tablette ist, umso schlechter ist ihr Zerfall. Deshalb wird eine möglichst geringe Menge an Bindemittel eingesetzt. In der Direkttablettierung werden Trockenbindemittel verwendet. Sie können in drei Kategorien untergliedert werden. Als erstes natürliche Trockenbindemittel, hierzu zählen vor allem mikrokristalline Cellulose, Cellulosepulver. Auch modifizierte und vorbehandelte Stärken, wie z. B. vorgelatinierte Stärken und hydrolisierte Stärken können eingesetzt werden. Als zweites anorganische Calciumverbindungen und als drittes synthetische Polymere. In der Granulattablettierung werden Bindemittel wie Gelatine, Stärkekleister, Gummi Arabicum oder Tragant, sowie synthetische Polymere eingesetzt.
| Bindemittel                       | |
| --------------------------------- | --- |
| Trockenbindemittel                | Cellulosen, Stärke, Hexite, Dextrose, Lactose, anorganische Calciumverbindungen, synthetische Polymere |
| Bindemittel Granulattablettierung | Gelatine, Stärkekleister, Gummi Arabicum, Tragant, synthetische Polymere                               |

##### Füllmittel
Bei der Herstellung von Tabletten mit sehr geringen Wirkstoffmengen werden Füllmittel eingesetzt, um eine für die Herstellung nötige Größe oder Masse der Tablette zu gewährleisten. Gerne eingesetzt werden verschiedene Stärken (Maisstärke, Kartoffelstärke, Weizenstärke), da sie gleichzeitig als Zerfallsmittel fungieren. Ebenfalls häufig verwendet werden Lactose, mikrokristalline Cellulose, Glucose, Mannitol und Sorbitol. Wichtig ist, dass die Substanzen zusätzlich zu den oben genannten Anforderungen gut verdaulich sind.

##### Spreng-/Zerfallsmittel
Von Tabletten wird verlangt, dass sie in den meisten Fällen schnell zerfallen. Um das zu erreichen, werden häufig Sprengmittel oder Zerfallsmittel eingesetzt. Diese können in drei Gruppen eingeteilt werden:
1. Substanzen, die die Kapillarität erhöhen
2. Substanzen, die unter Einwirkung von Feuchtigkeit reagieren und unter Gasentwicklung aufbrausen
3. Substanzen, die die Benetzbarkeit der Tablette erhöhen
| Spreng-/Zerfallsmittel                                                                                  |
| --- |
| Stärke, Cellulosen, Superdisintegrants (Natriumstärkeglykolat, Croscarmellose, Crospovidon), Alginsäure |

#### Hilfsstoffe der äußeren Phase

##### Fließregulierungsmittel
Diese Hilfsstoffe sorgen beim Pressen und Dosieren für eine Verbesserung der Fließeigenschaften. Sie verringern die Reibung zwischen den Pulverpartikeln, sodass das Füllgut besser in die Matrize fließen kann.
| Fließregulierungsmittel                                                |
| ---------------------------------------------------------------------- |
| Metallstearate, Aerosil (0,05–0,5 %), Fettsäuren, Wachse, Fettalkohole |

##### Formtrennmittel
Diese Hilfsstoffe verhindern das Kleben der zu verpressenden Tablettenmasse am Stempel der Tablettiermaschine. Hier werden gerne Talkum oder Magnesiumstearate verwendet.

##### Schmiermittel
Sie sorgen für eine Verbesserung des Herauslösens der Tablette aus den Matrizen. Auch hier werden gerne Magnesiumstearat und Talkum verwendet.